# Клинове (Попасна)
Клинове, Калинове — колишнє село, який складає сучасний центр міста Попасна.

## Історія
За даними на 1859 рік Клинове було панським село, над ставками. Тут була 91 господа, 545 осіб та завод.
Ставки розташовані на півночі району, де Калиновою балкою тече річка Комишуваха.
У районі розміщені Центральний ринок, Будинок культури залізничників, міська рада, міська лікарня, Свято-Миколаївський храм УПЦ-МП, залізнична станція Попасна з вокзалом, Автостанція, вагонне дено, швацька фабрика.
Головні вулиці району: Первомайська, Миру, Піонерська, Партизанська, Червоних Партизанів.